# 堀家虎造
堀家 虎造（ほりけ とらぞう、1864年12月18日（元治元年11月20日）- 1939年（昭和14年）5月13日）は、明治から昭和前期の農業経営者、実業家、政治家。衆議院議員、香川県那珂郡榎井村長。

## 経歴
讃岐国那珂郡与北村（香川県那珂郡与北村、仲多度郡与北村を経て現善通寺市与北町）で、農業、養蚕業を営む堀家に生まれた。漢学、英学、数学などを修めた。農業を営む。
1890年（明治23年）5月、榎井村長に就任し、1898年（明治31年）3月まで在任。1892年（明治25年）香川県会議員に選出され、1898年3月まで務め、その他、同常置委員、所得税調査委員も務めた。
1898年3月、第5回衆議院議員総選挙（香川県第4区）で当選し、以後、第8回総選挙まで再選され、衆議院議員に通算3期在任した。
実業界では、琴平銀行取締役、朝鮮興業重役などを務めた。

## 国政選挙歴
- 第5回衆議院議員総選挙（香川県第4区、1898年3月、自由党）当選[4]
- 第6回衆議院議員総選挙（香川県第4区、1898年8月、憲政党）当選[4]
- 第7回衆議院議員総選挙（香川県郡部、1902年8月、立憲政友会）次点落選[5]
- 第8回衆議院議員総選挙（香川県郡部、1903年3月、立憲政友会）当選[5]
- 第9回衆議院議員総選挙（香川県郡部、1904年3月、無所属）次点落選[5]
- 第13回衆議院議員総選挙（香川県郡部、1917年4月、無所属）次点落選[6]